# Jean-Hugues Ateba
Jean-Hugues Ateba (Yaoundé, 1 de abril de 1981) é um ex-futebolista profissional camaronês que atuava como defensor.

## Carreira
Jean-Hugues Ateba representou o elenco da Seleção Camaronesa de Futebol no Campeonato Africano das Nações de 2006.